# Турун Завадського
Турун Завадського (Carabus zawadzkii) — вид комах з родини турунових (Carabidae), поширений у Польщі, Словаччині, Румунії, Україні. Вид названо на честь Олександра Завадського.

## Поширення
Вид поширений на території таких країн: Україна, Румунія, Словаччина, Польща.